# Eriogonum ostlundii
Eriogonum ostlundii är en slideväxtart som beskrevs av Marcus Eugene Jones. Eriogonum ostlundii ingår i släktet Eriogonum och familjen slideväxter. Inga underarter finns listade i Catalogue of Life.